# Lista de canções número um na Top 100 Brasil em 2021
Esta é uma lista de canções que atingiram o número um da tabela musical Top 100 Brasil em 2021. A lista é publicada semanalmente pela empresa Crowley Broadcast Analysis, que recolhe os dados e divulga as cem faixas mais executadas nas estações de rádios do país. As músicas, de repertório nacional e internacional e de variados gêneros, são avaliadas através da grade da companhia supracitada, que compreende as cidades de São Paulo, Rio de Janeiro, Campinas, Ribeirão Preto, Brasília, Belo Horizonte, Curitiba, Porto Alegre, Recife, Salvador, Florianópolis, Fortaleza, Goiânia, Campo Grande, Cuiabá e as mesorregiões do Triângulo Mineiro, Vale do Paraíba e Litoral Paulista.

## Histórico
| † | Indica o single mais executado de 2021. |

| Semana de       | Canção                | Artista(s)                                                       | Ref.          |
| --------------- | --------------------- | ---------------------------------------------------------------- | ------------- |
| 4 de janeiro    | "Moça do Caixa"       | Raffa Torres                                                     | —             |
| 11 de janeiro   | "Despedida de Casal"  | Gustavo Mioto                                                    | [ 1 ]         |
| 18 de janeiro   | "Moça do Caixa"       | Raffa Torres                                                     | [ 2 ]         |
| 25 de janeiro   | "Despedida de Casal"  | Gustavo Mioto                                                    | —             |
| 1 de fevereiro  | "Despedida de Casal"  | Gustavo Mioto                                                    | [ 3 ]         |
| 8 de fevereiro  | "Despedida de Casal"  | Gustavo Mioto                                                    | [ 4 ]         |
| 15 de fevereiro | "Despedida de Casal"  | Gustavo Mioto                                                    | [ 3 ]         |
| 22 de fevereiro | "Moça do Caixa"       | Raffa Torres                                                     | [ 5 ]         |
| 1 de março      | "Despedida de Casal"  | Gustavo Mioto                                                    | —             |
| 8 de março      | "Despedida de Casal"  | Gustavo Mioto                                                    | —             |
| 15 de março     | "Despedida de Casal"  | Gustavo Mioto                                                    | —             |
| 22 de março     | "Despedida de Casal"  | Gustavo Mioto                                                    | —             |
| 29 de março     | "Despedida de Casal"  | Gustavo Mioto                                                    | —             |
| 5 de abril      | "Despedida de Casal"  | Gustavo Mioto                                                    | —             |
| 12 de abril     | "Despedida de Casal"  | Gustavo Mioto                                                    | —             |
| 19 de abril     | "Facas"               | Diego & Victor Hugo (com participação de Bruno & Marrone)        | [ 6 ]         |
| 26 de abril     | "Facas"               | Diego & Victor Hugo (com participação de Bruno & Marrone)        | —             |
| 3 de maio       | "Facas"               | Diego & Victor Hugo (com participação de Bruno & Marrone)        | —             |
| 10 de maio      | "Batom de Cereja"     | Israel & Rodolffo                                                | [ 7 ]         |
| 17 de maio      | "Batom de Cereja"     | Israel & Rodolffo                                                | —             |
| 24 de maio      | "Batom de Cereja"     | Israel & Rodolffo                                                | —             |
| 31 de maio      | "Batom de Cereja"     | Israel & Rodolffo                                                | —             |
| 7 de junho      | "Sigilo"              | Guilherme & Benuto                                               | [ 8 ] [ 9 ]   |
| 14 de junho     | "Ficha Limpa"         | Gusttavo Lima                                                    | —             |
| 21 de junho     | "Ficha Limpa"         | Gusttavo Lima                                                    | —             |
| 28 de junho     | "Ficha Limpa"         | Gusttavo Lima                                                    | —             |
| 5 de julho      | "Ficha Limpa"         | Gusttavo Lima                                                    | —             |
| 12 de julho     | "Ficha Limpa"         | Gusttavo Lima                                                    | —             |
| 19 de julho     | "Ficha Limpa"         | Gusttavo Lima                                                    | —             |
| 26 de julho     | "Ficha Limpa"         | Gusttavo Lima                                                    | —             |
| 2 de agosto     | "Ficha Limpa"         | Gusttavo Lima                                                    | —             |
| 9 de agosto     | "Ficha Limpa"         | Gusttavo Lima                                                    | —             |
| 16 de agosto    | "Ficha Limpa"         | Gusttavo Lima                                                    | —             |
| 23 de agosto    | "Ficha Limpa"         | Gusttavo Lima                                                    | —             |
| 30 de agosto    | "Ficha Limpa"         | Gusttavo Lima                                                    | —             |
| 6 de setembro   | "Morena"              | Luan Santana                                                     | [ 10 ] [ 11 ] |
| 13 de setembro  | "Não Parei de Sofrer" | Gustavo Mioto                                                    | [ 12 ]        |
| 20 de setembro  | "Morena"              | Luan Santana                                                     | —             |
| 27 de setembro  | "Morena"              | Luan Santana                                                     | —             |
| 4 de outubro    | "Morena"              | Luan Santana                                                     | —             |
| 11 de outubro   | "Desbloqueado"        | Diego & Victor Hugo                                              | [ 13 ]        |
| 18 de outubro   | "Não Parei de Sofrer" | Gustavo Mioto                                                    | —             |
| 25 de outubro   | "Não Parei de Sofrer" | Gustavo Mioto                                                    | —             |
| 1 de novembro   | "Não Parei de Sofrer" | Gustavo Mioto                                                    | —             |
| 8 de novembro   | "Não Parei de Sofrer" | Gustavo Mioto                                                    | —             |
| 15 de novembro  | "Não Parei de Sofrer" | Gustavo Mioto                                                    | —             |
| 12 de novembro  | "Não Parei de Sofrer" | Gustavo Mioto                                                    | —             |
| 29 de novembro  | "Vai Lá Em Casa Hoje" | George Henrique & Rodrigo (com participação de Marília Mendonça) | —             |
| 6 de dezembro   | "Eu Já Tava Bem"      | Wesley Safadão                                                   | —             |
| 13 de dezembro  | "Vai Lá Em Casa Hoje" | George Henrique & Rodrigo (com participação de Marília Mendonça) | —             |
| 20 de dezembro  | "Moral da História"   | Israel & Rodolffo                                                | —             |
| 27 de dezembro  | "Vai Lá Em Casa Hoje" | George Henrique & Rodrigo (com participação de Marília Mendonça) | —             |